# Teoria modernizacji
Teoria modernizacji – ogólna nazwa teorii rozwoju społecznego, opisujących rozwój społeczeństw w kierunku społeczeństwa nowoczesnego. Teorie modernizacji są jedną z postaci ewolucjonizmu.
Istnieje wiele teorii modernizacji, których cechą wspólną jest opisywanie mechanizmów przechodzenia do społeczeństwa nowoczesnego. Teorie modernizacji mają zarówno wyjaśniać modernizację, jak i wskazywać w jaki sposób można zmodernizować społeczeństwo (charakter normatywny).
Teoria modernizacji podziela większość założeń ewolucjonizmu. W szczególności:
1. zakłada unilinearny charakter zmiany (wszystkie społeczeństwa podążają tą samą ścieżką),
2. zmiana społeczna jest nieuchronna i nieodwracalna,
3. zmiana ma charakter ewolucyjny (stopniowy),
4. modernizacja społeczeństw wiąże się z przechodzeniem przez szereg stadiów,
5. czynniki modernizacji mają charakter endogenny (wewnętrzny),
6. modernizacja społeczna jest generalnie korzystna dla społeczeństw (progresywizm).

Dodatkowo jednak, teoretycy modernizacji podkreślali konieczność planowanych zmian społecznych, mających doprowadzić do społeczeństwa nowoczesnego (inżynieria społeczna). Ponieważ wzorcowymi społeczeństwami nowoczesnymi były społeczeństwa zachodnie, tym samym modernizacja miała polegać na przejmowaniu zachodnich wzorców i instytucji (westernizacja czy amerykanizacja).
Rodzajem teorii modernizacji jest powstała w latach sześćdziesiątych XX wieku teoria konwergencji. Wskazywała ona, że społeczeństwa kapitalistyczne (Pierwszy Świat) i społeczeństwa komunistyczne w wyniku modernizacji będą się upodabniać do siebie.
Teoria modernizacji była krytykowana ze strony teorii zależności, a współcześnie ze strony teorii systemów-światów.